# Funnel Weaver
Albums de Buckethead
Somewhere Over the Slaughterhouse
(2001) Bermuda Triangle
(2002)
Funnel Weaver est le 7e album de Buckethead, sorti le 15 février 2002. L'album n'est constitué que de très courtes pistes avec une rythmique en boucle et des ensembles métal de guitare.

## Liste des pistes
| 1.    | The Blind Centipede            | 0:53 |
| 2.    | Kurtz Temple                   | 2:03 |
| 3.    | Covert                         | 1:11 |
| 4.    | Death Card                     | 1:02 |
| 5.    | R.I.P.                         | 1:01 |
| 6.    | Plans Within Plans             | 0:39 |
| 7.    | Eye in the Sky                 | 0:56 |
| 8.    | Freezer Burns                  | 0:57 |
| 9.    | Sky Drones                     | 0:56 |
| 10.   | Operation Gateway              | 1:17 |
| 11.   | Bantam Rising                  | 1:43 |
| 12.   | Combat Shadow                  | 0:24 |
| 13.   | Azzim's Lectures               | 1:23 |
| 14.   | Channel of Secrets             | 0:44 |
| 15.   | Comet Shower                   | 1:19 |
| 16.   | The Worm Turns                 | 1:34 |
| 17.   | Silhouettes Against the Sky    | 1:31 |
| 18.   | Sleeper Agents                 | 1:33 |
| 19.   | Recreational Cryonics          | 1:24 |
| 20.   | The Blind Sniper (Fred Rogers) | 1:40 |
| 21.   | Atlantis Found                 | 0:57 |
| 22.   | The Spider's Web               | 1:17 |
| 23.   | Blue Crystal                   | 1:23 |
| 24.   | Reaping the Whirlwind          | 1:00 |
| 25.   | The Hills Have Eyes            | 2:54 |
| 26.   | The Other Side of Midnight     | 0:49 |
| 27.   | Sea the Hollow Man             | 0:49 |
| 28.   | Unsound Methods                | 1:05 |
| 29.   | Hall of Records                | 1:33 |
| 30.   | Aluminum Clouds                | 1:26 |
| 31.   | Lost Threads                   | 1:21 |
| 32.   | Killing Mask                   | 2:44 |
| 33.   | Rattlesnake Hill               | 0:54 |
| 34.   | F-4 Phantom                    | 0:58 |
| 35.   | Stub Pylons                    | 0:58 |
| 36.   | Armour Piercing Projectile     | 0:42 |
| 37.   | Stolen Identities              | 1:18 |
| 38.   | The Shriek of Revenge          | 1:16 |
| 39.   | 5-Card Trick                   | 1:24 |
| 40.   | Caretaker of Memory            | 1:01 |
| 41.   | The Kingdom of Nie             | 1:07 |
| 42.   | Kangaroo Kranes                | 0:51 |
| 43.   | High Seat with the Devil       | 1:16 |
| 44.   | Jessy                          | 1:30 |
| 45.   | From the Foxholes              | 1:20 |
| 46.   | (F.L.I.P.)                     | 0:43 |
| 47.   | Frozen Head                    | 1:51 |
| 48.   | Who Is the Enemy               | 0:34 |
| 49.   | Nappler Radar                  | 0:54 |
| 60:06 |                                |      |

## Remarques
- La piste #2, «Kurtz Temple» et #18, «Sleeper Agents» ont la même piste de batterie.
- La piste #3, «Cover» et #4, «Death Card» ont presque la même piste de batterie, mais «Death Card» possède l'effet «flanger».
- La piste #16, «The Worm Turns», et #30, «Aluminum Clouds» ont presque la même piste de batterie, mais «Aluminum Clouds» possède l'effet «flanger».
- La piste #32, «Killing Mask», et #37, «Stolen Identities» ont presque la même piste de batterie, mais « Stolen Identities » possède un effet de « delay » accentué.
- La piste #44, «Jessy», inclut un extrait du film Chopper sorti en 2000.
- Quelques titres font référence aux films comme La colline a des yeux et De l'autre côté de minuit.